# Championnat de Bulgarie de football 2015-2016
Navigation
Saison précédente Saison suivante
La saison 2015-2016 du Championnat de Bulgarie de football est la 92e édition du championnat de première division en Bulgarie. Les dix meilleurs clubs du pays se retrouvent au sein d'une poule unique, la A Professionnal Football League, où ils s'affrontent quatre fois, deux à domicile et deux à l'extérieur. À l'issue du championnat, le dernier du classement est relégué en deuxième division tandis que l'avant-dernier doit passer par un barrage de promotion-relégation face au vice-champoion de D2.
C'est le PFC Ludogorets Razgrad, tenant du titre, qui est à nouveau sacré cette saison après avoir terminé en tête du classement final, avec quatorze points d'avance sur le PFC Slavia Sofia et dix-sept sur le PFK Beroe Stara Zagora. Il s'agit du cinquième titre -consécutif- de champion de Bulgarie de l'histoire du club.
L'avant-saison est mouvementée puisque la fédération retire la licence à deux grands clubs de la capitale, le CSKA Sofia et le Levski Sofia, ce qui modifie la composition des participants, réduisant leur nombre à dix.

## Les 10 clubs participants
| - PFK Levski Sofia - PFC Montana - Promu de D2 - PFC Slavia Sofia - Pirin Blagoevgrad - Promu de D2 - PFC Lokomotiv Plovdiv | - PFC Litex Lovetch - Tcherno More Varna - PFC Ludogorets Razgrad - PFC Botev Plovdiv - PFK Beroe Stara Zagora |

## Compétition

### Classement
Le barème utilisé pour établir le classement est le suivant : une victoire vaut trois points, le match nul un, la défaite ne rapporte aucun point. 
Pour départager les équipes, les critères suivants sont utilisés:
1. Différence particulière
2. Différence de buts particulière
3. Buts marqués lors des confrontations directes
4. Buts marqués à l'extérieur lors des confrontations directes
5. Différence de buts générale
6. Nombre de buts marqués

| Rang | Équipe                  | Pts | J  | G  | N  | P  | Bp | Bc | Diff |
| ---- | ----------------------- | --- | -- | -- | -- | -- | -- | -- | ---- |
| 1    | PFC Ludogorets RazgradT | 70  | 32 | 21 | 7  | 4  | 55 | 21 | +34  |
| 2    | PFK Levski Sofia        | 56  | 32 | 16 | 8  | 8  | 36 | 18 | +18  |
| 3    | PFK Beroe Stara Zagora  | 53  | 32 | 14 | 11 | 7  | 37 | 27 | +10  |
| 4    | PFC Slavia Sofia        | 49  | 32 | 14 | 7  | 11 | 36 | 29 | +7   |
| 5    | PFC Lokomotiv Plovdiv   | 49  | 32 | 15 | 4  | 13 | 40 | 45 | -5   |
| 6    | Tcherno More Varna      | 38  | 32 | 10 | 8  | 14 | 36 | 45 | -9   |
| 7    | PFC Botev Plovdiv       | 33  | 32 | 8  | 9  | 15 | 27 | 44 | -17  |
| 8    | Pirin BlagoevgradP      | 26  | 32 | 5  | 11 | 16 | 27 | 45 | -18  |
| 9    | PFC MontanaP            | 21  | 32 | 4  | 9  | 19 | 23 | 43 | -20  |
| 10   | PFC Litex Lovetch       | 0   | 0  | 0  | 0  | 0  | 0  | 0  | 0    |

|  | Qualification pour le 2e tour de qualification de la Ligue des champions 2016-2017       |
|  | Qualification pour le 1er tour de qualification de la Ligue Europa 2016-2017             |
|  | Participation au barrage de promotion-relégation                                         |
|  | Exclusion du championnat et relégation directe en B PFL                                  |
|  | T : Tenant du titre C : Vainqueur de la Coupe de Bulgarie P : Promu de deuxième division |

- Le PFC Litex Lovetch est exclu du championnat et relégué directement en deuxième division après que les joueurs aient quitté le terrain pour protester contre une décision de l'arbitre lors du match du 12 décembre face au PFK Levski Sofia[1].

### Résultats
| Résultats (▼dom., ►ext.) | BSZ | BOT | CHM | LEV | LPL | LUD | MON | PIR | SLA | BSZ | BOT | CHM | LEV | LPL | LUD | MON | PIR | SLA |
| PFK Beroe Stara Zagora   |     | 0-0 | 1-1 | 1-0 | 2-0 | 0-0 | 0-0 | 1-0 | 1-2 |     | 1-1 | 0-0 | 2-1 | 5-2 | 0-2 | 2-1 | 3-1 | 1-1 |
| PFC Botev Plovdiv        | 1-3 |     | 2-1 | 1-1 | 1-1 | 0-1 | 1-0 | 1-0 | 0-1 | 0-1 |     | 3-1 | 0-0 | 1-0 | 2-1 | 2-2 | 2-2 | 0-1 |
| Tcherno More Varna       | 0-3 | 1-2 |     | 0-1 | 2-1 | 2-3 | 1-0 | 1-0 | 1-0 | 1-0 | 3-0 |     | 0-2 | 1-1 | 0-2 | 1-1 | 1-1 | 3-2 |
| PFK Levski Sofia         | 2-0 | 1-0 | 1-0 |     | 1-0 | 1-1 | 2-0 | 0-0 | 2-0 | 1-0 | 3-0 | 5-1 |     | 2-3 | 0-0 | 0-0 | 3-1 | 0-1 |
| PFC Lokomotiv Plovdiv    | 1-2 | 2-1 | 1-3 | 1-0 |     | 2-0 | 1-0 | 2-1 | 2-0 | 1-1 | 2-1 | 2-1 | 1-1 |     | 2-1 | 2-0 | 4-2 | 3-1 |
| PFC Ludogorets Razgrad   | 5-0 | 2-1 | 1-1 | 2-0 | 1-0 |     | 2-0 | 0-0 | 1-1 | 0-2 | 1-0 | 2-1 | 2-1 | 2-0 |     | 2-1 | 4-1 | 3-1 |
| PFC Montana              | 1-0 | 6-0 | 0-4 | 0-2 | 2-0 | 1-1 |     | 1-1 | 1-2 | 1-3 | 1-1 | 3-2 | 0-1 | 0-1 | 0-1 |     | 0-1 | 0-3 |
| Pirin Blagoevgrad        | 0-1 | 0-1 | 1-1 | 1-0 | 3-0 | 0-3 | 0-0 |     | 0-3 | 1-1 | 2-2 | 4-0 | 0-1 | 1-2 | 1-3 | 0-0 |     | 0-3 |
| PFC Slavia Sofia         | 0-0 | 2-0 | 0-1 | 0-1 | 3-0 | 0-1 | 1-0 | 0-0 |     | 0-0 | 1-0 | 0-0 | 0-0 | 3-0 | 0-5 | 3-1 | 1-2 |     |

### Barrage de promotion-relégation
| Équipe 1    | Résultat | Équipe 2         |
| ----------- | -------- | ---------------- |
| PFC Montana | 2 - 1    | (D2) OFC Pomorie |

## Bilan de la saison
| Championnat de Bulgarie de football 2015-2016 |                                   |
| Champion                                      | PFC Ludogorets Razgrad (5e titre) |
| Coupes et trophées                            |                                   |
| Vainqueur de la Coupe de Bulgarie 2015-2016   | PFK Levski Sofia (D2)             |
| Qualifications continentales                  |                                   |
| Ligue des champions de l'UEFA 2016-2017       | PFC Ludogorets Razgrad            |
| Ligue Europa 2016-2017                        | PFK Levski Sofia                  |
| Ligue Europa 2016-2017                        | PFK Beroe Stara Zagora            |
| Ligue Europa 2016-2017                        | PFC Slavia Sofia                  |
| Promotions et relégations                     |                                   |
| Promus en A PFL                               | FC Lokomotiv Gorna Oryahovitsa    |
| Promus en A PFL                               | Football Club Dunav Ruse          |
| Promus en A PFL                               | PFC Neftochimic Burgas            |
| Promus en A PFL                               | FC Vereya                         |
| Promus en A PFL                               | PFC CSKA Sofia                    |
| Relégués en B PFL                             | PFC Litex Lovetch                 |